# The Colour of My Love
The Colour of My Love  —en español: El color de mi amor— es el duodécimo álbum de estudio y el tercero en inglés de la cantante canadiense Celine Dion. Fue lanzado por Sony Music el 9 de noviembre de 1993. Las canciones fueron producidas principalmente por David Foster, Ric Wake, Walter Afanasieff, Christopher Neil y Guy Roche, y cuatro de ellas fueron escritas por Diane Warren. El álbum incluye versiones de «The Power of Love» y «When I Fall in Love». 
Tras su lanzamiento, The Colour of My Love recibió críticas generalmente mixtas, pero se convirtió en un gran éxito comercial, encabezando las listas en Canadá, Australia, Reino Unido y varios otros países europeos, y alcanzando el top diez en otros lugares, incluyendo el número cuatro en Estados Unidos. The Colour of My Love sigue siendo uno de los álbumes más vendidos de todos los tiempos, con ventas de más de 20 millones de copias en todo el mundo, incluyendo seis millones en Estados Unidos, más de 1.8 millones en el Reino Unido, 1.5 millones en Canadá y más de un millón en Japón. Los sencillos lanzados del álbum incluyen el número uno en Estados Unidos «The Power of Love», el número uno en el Reino Unido «Think Twice» y el número uno en Japón «To Love You More», que se incluyó en la reedición de 1995 de The Colour of My Love en Japón. Cada uno de estos sencillos vendió más de un millón de copias en sus respectivos países.
The Colour of My Love ganó dos Premios Juno por «Álbum del Año» y «Álbum Más Vendido (Nacional o Internacional)», y también recibió el Premio IRMA al «Mejor Álbum Internacional Femenino». «Think Twice» ganó el Premio Ivor Novello a la «Mejor Canción Musical y Líricamente», y «To Love You More» recibió el «International Single Grand Prix» en los Japan Gold Disc Awards. «When I Fall in Love» ganó el Premio Grammy al «Mejor Arreglo Instrumental Acompañando Voces» y fue nominado al Premio Grammy a la «Mejor Interpretación Pop por un Dúo o Grupo con Voces» en 1994. «The Power of Love» también fue nominado al Premio Grammy a la «Mejor Interpretación Vocal Pop Femenina» en 1995.

## Antecedentes y lanzamiento
Después de lanzar dos álbumes de estudio en inglés, Unison (1990) y Céline Dion (1992), grabar la canción ganadora de un Premio de la Academia y un Grammy, «Beauty and the Beast», y conseguir tres éxitos en el top diez del Billboard Hot 100 («Where Does My Heart Beat Now», «Beauty and the Beast» y «If You Asked Me To»), Dion comenzó a trabajar en su tercer álbum en inglés, titulado The Colour of My Love. En septiembre de 1993, realizó dos conciertos en el Capitole de Québec en la ciudad de Quebec, Canadá, que fueron grabados para su posterior transmisión por televisión. Dion interpretó canciones nuevas e inéditas del próximo álbum The Colour of My Love, incluyendo: «Refuse to Dance», «Everybody's Talkin' My Baby Down», «The Colour of My Love», «The Power of Love», «Misled», «Think Twice» y «Only One Road». El espectáculo, titulado posteriormente The Colour of My Love Concert, fue emitido en video en 1995. The Colour of My Love fue lanzado en noviembre de 1993 en Norteamérica, diciembre de 1993 en Japón, febrero de 1994 en Europa y marzo de 1994 en Australia.
En las notas del álbum, Dion reveló por primera vez públicamente su relación con su mánager, René Angélil. Durante el evento de lanzamiento del álbum en el Metropolis de Montreal, anunció que estaban comprometidos para casarse.

## Contenido
The Colour of My Love fue lanzado con catorce canciones en Estados Unidos y quince pistas, incluyendo «Just Walk Away», en otras regiones. El álbum fue producido principalmente por David Foster, Ric Wake, Guy Roche, Walter Afanasieff y Christopher Neil. Diane Warren escribió cuatro canciones para The Colour of My Love, incluyendo: «Next Plane Out», «Real Emotion», «No Living Without Loving You» y «Lovin' Proof». El álbum presenta un dueto con Clive Griffin en «When I Fall in Love», tomada de la banda sonora de Sleepless in Seattle, y una versión de la canción «The Power of Love» de Jennifer Rush, lanzada en 1984. En octubre de 1995, The Colour of My Love fue reeditado en Japón, incluyendo la nueva canción «To Love You More», escrita y producida por David Foster.

## Sencillos
Después de «When I Fall in Love», que apareció originalmente en la banda sonora de Sleepless in Seattle, «The Power of Love» fue lanzado como el primer sencillo oficial de The Colour of My Love. La canción fue muy exitosa, alcanzando el número uno en Estados Unidos, Canadá y Australia, y situándose en el top diez en varios países, incluyendo Reino Unido y Francia. «The Power of Love» ha vendido más de 1.1 millones de copias en Estados Unidos y fue certificada Platino en 1994. El siguiente sencillo, «Misled», se convirtió en un éxito en el top diez en Canadá y también alcanzó el número uno en la lista Hot Dance Club Songs en Estados Unidos. Otro éxito llegó con el lanzamiento de «Think Twice», un sencillo que encabezó las listas en Reino Unido, Irlanda, Bélgica, Dinamarca, Noruega, Suecia y Países Bajos, y que llegó al top diez en Australia, España y Suiza. «Think Twice» ha vendido más de 1.3 millones de copias en Reino Unido y fue certificada Platino en 1995 (elegible para dos veces Platino). El siguiente sencillo, «Only One Road», alcanzó el top diez en Reino Unido, España e Irlanda. En 1995, «Next Plane Out» fue lanzado en Australia y «Just Walk Away» fue emitido como sencillo promocional en España. En octubre de 1995, The Colour of My Love fue reeditado en Japón, incluyendo la nueva canción «To Love You More», que fue lanzada como sencillo al mismo tiempo. «To Love You More» alcanzó el número uno en la Oricon Singles Chart y ha vendido 1.5 millones de copias en Japón. Fue certificada Millón por la RIAJ.

## Promoción
Dion promovió The Colour of My Love en Norteamérica en diversos programas de televisión a finales de 1993 y principios de 1994. Además, su The Colour of My Love Concert se emitió en diciembre de 1993 en Canadá y en febrero de 1994 en Estados Unidos. Dion también emprendió The Colour of My Love Tour, realizando conciertos en Estados Unidos en febrero de 1994 y en Canadá hasta mayo de 1994. Tras el éxito de «Think Twice» fuera de Norteamérica, comenzó a promover el álbum en 1995 en Europa, incluyendo el Reino Unido.
Las actuaciones tras el lanzamiento del álbum incluyen: «The Power of Love» en los Premios Juno de 1994 y en los American Music Awards de 1995, «Think Twice» en los Edison Awards en 1994 y en los World Music Awards en 1995, y «The Colour of My Love» en los Premios Juno de 1995. Dion también interpretó tres canciones de The Colour of My Love en Top of the Pops en el Reino Unido: «The Power of Love» (1994), «Think Twice» (1995) y «Only One Road» (1995).

## Lista de canciones
| Edición estándar |                                                      |                                                                   |                   |          |  |
| N.º              | Título                                               | Escritor(es)                                                      | Productor(es)     | Duración |  |
| 1.               | «The Power of Love»                                  | Gunther Mende, Candy DeRouge, Jennifer Rush, Mary Susan Applegate | David Foster      | 5:42     |  |
| 2.               | «Misled»                                             | Peter Zizzo, Jimmy Bralower                                       | Ric Wake          | 3:30     |  |
| 3.               | «Think Twice»                                        | Andy Hill, Peter Sinfield                                         | Christopher Neil  | 4:47     |  |
| 4.               | «Only One Road»                                      | Zizzo                                                             | Wake              | 4:48     |  |
| 5.               | «Everybody's Talkin' My Baby Down»                   | Arnie Roman, Russ DeSalvo                                         | Wake              | 4:01     |  |
| 6.               | «Next Plane Out»                                     | Diane Warren                                                      | Guy Roche         | 4:57     |  |
| 7.               | «Real Emotion»                                       | Warren                                                            | Wake              | 4:26     |  |
| 8.               | «When I Fall in Love» (en dueto con Clive Griffin)   | Edward Heyman, Victor Young                                       | Foster            | 4:20     |  |
| 9.               | «Love Doesn't Ask Why»                               | Barry Mann, Cynthia Weil, Phil Galdston                           | Walter Afanasieff | 4:08     |  |
| 10.              | «Refuse to Dance»                                    | Charlie Dore, Danny Schogger                                      | Neil              | 4:22     |  |
| 11.              | «I Remember L.A.»                                    | Tony Colton, Richard Wold                                         | Neil              | 4:12     |  |
| 12.              | «No Living Without Loving You»                       | Warren                                                            | Roche             | 4:22     |  |
| 13.              | «Lovin' Proof»                                       | Warren                                                            | Wake              | 4:11     |  |
| 14.              | «Just Walk Away» (pista adicional no estadounidense) | Marti Sharron, Albert Hammond                                     | Steve Lindsey     | 4:58     |  |
| 15.              | «The Colour of My Love»                              | Foster, Arthur Janov                                              | Foster            | 3:25     |  |

| Edición japonesa de 1995: bonus track |                    |               |          |  |
| N.º                                   | Título             | Productor(es) | Duración |  |
| 16.                                   | «To Love You More» | Foster        | 5:32     |  |